# Aleksandr Ljapoenov

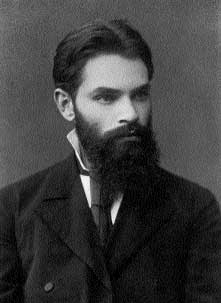
Aleksandr Ljapoenov

Aleksandr Michailovitsj Ljapoenov (Russisch: Александр Михайлович Ляпунов) (Jaroslavl, 6 juni [O.S. 25 mei] 1857 – Odessa, 3 november 1918) was een Russische wiskundige en een broer van de componist Sergej Ljapoenov.
Ljapoenov bestudeerde vooral niet-lineaire differentiaalvergelijkingen en hun stabiliteit. Daartoe voerde hij een veralgemening van het begrip energie in, de naar hem genoemde ljapoenovfunctie. Beschouw de differentiaalvergelijking
{\displaystyle {\frac {{\rm {d}}x(t)}{{\rm {d}}t}}=F(x(t))}
waarin {\displaystyle x(t)} een {\displaystyle n}-dimensionale vector voorstelt en {\displaystyle F} een {\displaystyle n}-dimensionale vectorfunctie.
Als het mogelijk is om een positief definiete functie {\displaystyle V(x)} te vinden die nul wordt langs al de paden van het stelsel vertrekkend uit een gesloten gebied R rond de oorsprong 0, dan is het stelsel asymptotisch stabiel in dat gebied R. De functie {\displaystyle V(x)} heet dan ljapoenovfunctie. Met die theorie is het dus mogelijk om uitspraken over de stabiliteit van de oplossingen van een differentiaalvergelijking te doen, zonder de differentiaalvergelijking op te lossen.